# 표도르 튜틴
표도르 아나톨리예비치 튜틴(러시아어: Фёдор Анато́льевич Тю́тин, 1983년 7월 19일~)은 러시아의 전직 아이스하키 선수이다. 포지션은 수비수로 2001년 내셔널 하키 리그(NHL) 신인 드래프트에서 뉴욕 레인저스에게 지명되었고 뉴욕 레인저스, 콜럼버스 블루재키츠, 콜로라도 애벌랜치에서 활약했다. 또한 러시아 아이스하키 국가대표팀의 일원으로도 활동하여 올림픽과 세계 선수권 대회에서 3번씩 참가했고 2008년 세계 선수권 대회에서 우승하였다.

## 클럽 경력

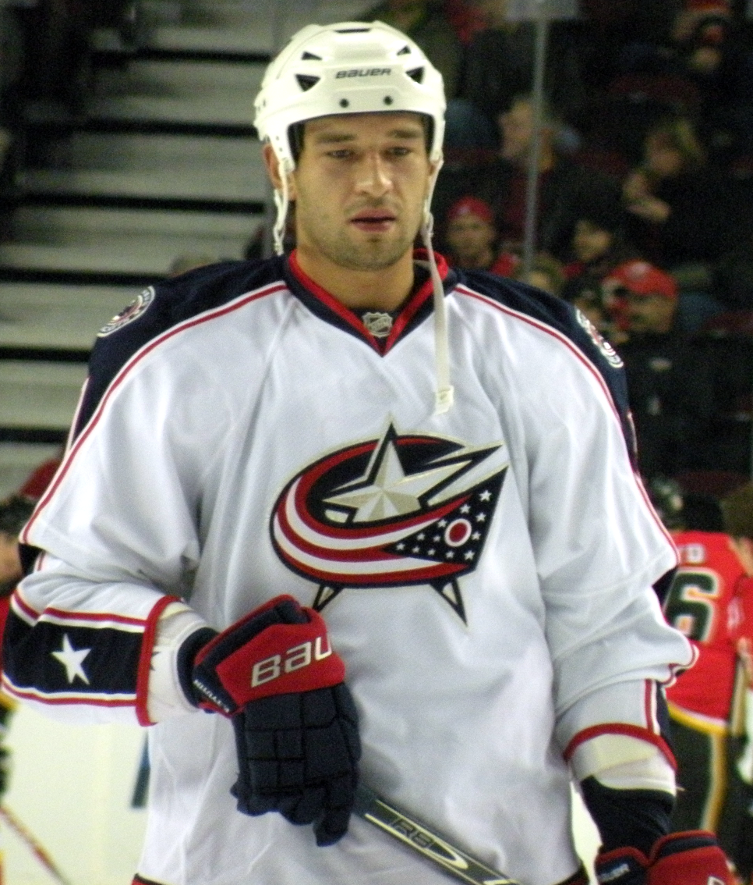
콜럼버스 블루재키츠 소속 당시의 튜틴(2009년 캘거리전)

러시아 내 자치 공화국인 우드무르트 공화국의 수도 이젭스크에서 태어났다. 메탈루르크 노보쿠즈네츠크, 이시스탈 이젭스크 등 러시아의 프로 아이스하키팀의 유소년팀에서 뛰었으며 2000년에 러시아 슈퍼리그의 클럽인 SKA 상트페테르부르크에 입단하면서 프로 선수 경력을 시작하였다. 상트페테르부르크 소속 시절인 2001년 6월에 NHL 신인 드래프트 2라운드에서 전체 순위 40위로 뉴욕 레인저스에게 지명되었다.
이후 캐나다의 하위 프로 리그인 온타리오 하키 리그(OHL)의 클럽인 궬프 스톰으로 이적하여 북아메리카 하키를 접하게 되었고 1년 간 뛴 후 다시 러시아로 돌아와 원래 소속팀인 SKA 상트페테르부르크에 입단했으나 얼마 지나지 않아 같은 리그의 아크 바르스 카잔으로 이적하여 뛰었다. 이후 자신을 지명했던 NHL의 뉴욕 레인저스로 이적하였으며 NHL 경기에 나서기 전에 뉴욕 레인저스의 리저브 팀인 아메리칸 하키 리그(AHL)의 하트퍼드 울프팩에 입단하여 활동했다. 이후 2004년 2월 12일에 필라델피아 플라이어스와의 경기를 통해 NHL 데뷔를 이뤘다. 이후 3월 4일에 열린 오타와 세너터스와의 경기에서 첫 어시스트를 기록하였고, 3월 13일에 플로리다 팬서스와의 경기에서 플로리다의 골리 로버토 루옹고를 상대로 NHL 데뷔골을 기록하였다. 튜틴은 뉴욕 레인저스와 하트퍼드 울프팩 두 팀을 오가며 2004 AHL 올스타로 뽑혀 올스타전에 출전하기도 했다. 튜틴은 NHL 첫 시즌인 2003-04 시즌에 25경기에 출전하였고 2골과 5개의 어시스트를 기록하였다.
이후 2004-05 시즌에 뉴욕 레인저스의 선수들이 NHL 록아웃(파업)을 선언하여 NHL 경기를 쉬게되자 튜틴은 하트퍼드 울프팩에서 13경기에 출전했고, 러시아의 원래 소속팀인 SKA 상트페테르부르크로 임대되어 35경기에 출전, 5골을 넣었으며 3개의 어시스트를 기록하였다. 이후 2005-06 시즌에 다시 뉴욕 레인저스로 복귀하여 77경기에 출전하여 6골을 넣고 19개의 어시스트를 기록하였다. 2006년 8월 2일에는 뉴욕 레인저스와의 계약을 2년 연장하였다. 2006-07 시즌에는 66경기에 출전하여 2골을 넣고 12개의 어시스트를 기록하였다. 2008년 2월 17일에 1137만 5천 미국 달러의 연봉으로 4년 연장 계약을 하였고 2007-08 시즌에 82경기에 출전하여 5골을 넣고 15개의 어시스트를 기록하였다. 2008년 7월 2일 팀 동료인 크리스티안 베크만과 함께 NHL 클럽인 콜럼버스 블루재키츠의 니콜라이 제르데프와 댄 프리체와 트레이드되어 콜럼버스 블루재키츠로 소속팀을 옮겼다. 콜럼버스 블루재키츠 선수로서의 첫 시즌인  2008-09 시즌에서는 82경기에 출전하여 9골을 넣고 25개의 어시스트를 기록하였다. 2009-10 시즌에서 80경기에 출전하여 6골을 넣고 26개의 어시스트를 기록, 2010-11 시즌에는 80경기에 출전하여 7골을 넣고 20개의 어시스트를 기록하였다. 2011년 8월 31일 콜럼버스 블루재키츠와 연봉 2700만 달러의 6년 계약을 맺었고 2011-12 시즌에는 66경기에 출전하였고 5골을 넣고 21개의 어시스트를 기록하였다. 2012-13 시즌에는 NHL 록아웃이 발생하여 러시아의 콘티넨탈 하키 리그(KHL)의 아틀란트 모스크바 오블라스티로 임대되어 17경기에 출전하였다. 콜럼버스 블루재키츠로 복귀한 후에는 48경기에 출전하여 4골을 넣고 18개의 어시스트를 기록하였다. 2013-14 시즌에는 69경기를 기록하여 4골을 넣고 22개의 어시스트를 기록하였다.
콜럼버스 블루재키츠에서 8시즌을 활동한 후인 2016년 6월 29일 팀의 샐러리 캡으로 인해 자유 계약 신분이 되었다. 이후 7월 1일 러시아 대표팀의 신예인 니키타 자도로프의 멘토링을 위해 콜로라도 애벌랜치와의 1년 계약을 맺으며 이적했다. 2016년 10월 15일 댈러스 스타스를 상대로 애벌랜치 선수로서 데뷔 경기를 가졌고 경기는 6-5로 승리했다. 그는 2016년 12월 16일 플로리다 팬서스에게 1-3으로 패한 경기에서 애벌랜치 선수로서 첫 골을 기록했다.
2016-17 시즌 이후 콜로라도 애벌랜치와의 계약이 만료된 후 새 소속 팀을 구하지 못하여 선수 경력을 마감했고 2018년에 콜럼버스 블루재키츠의 스카우터로 고용되었다.

## 국가대표팀 경력

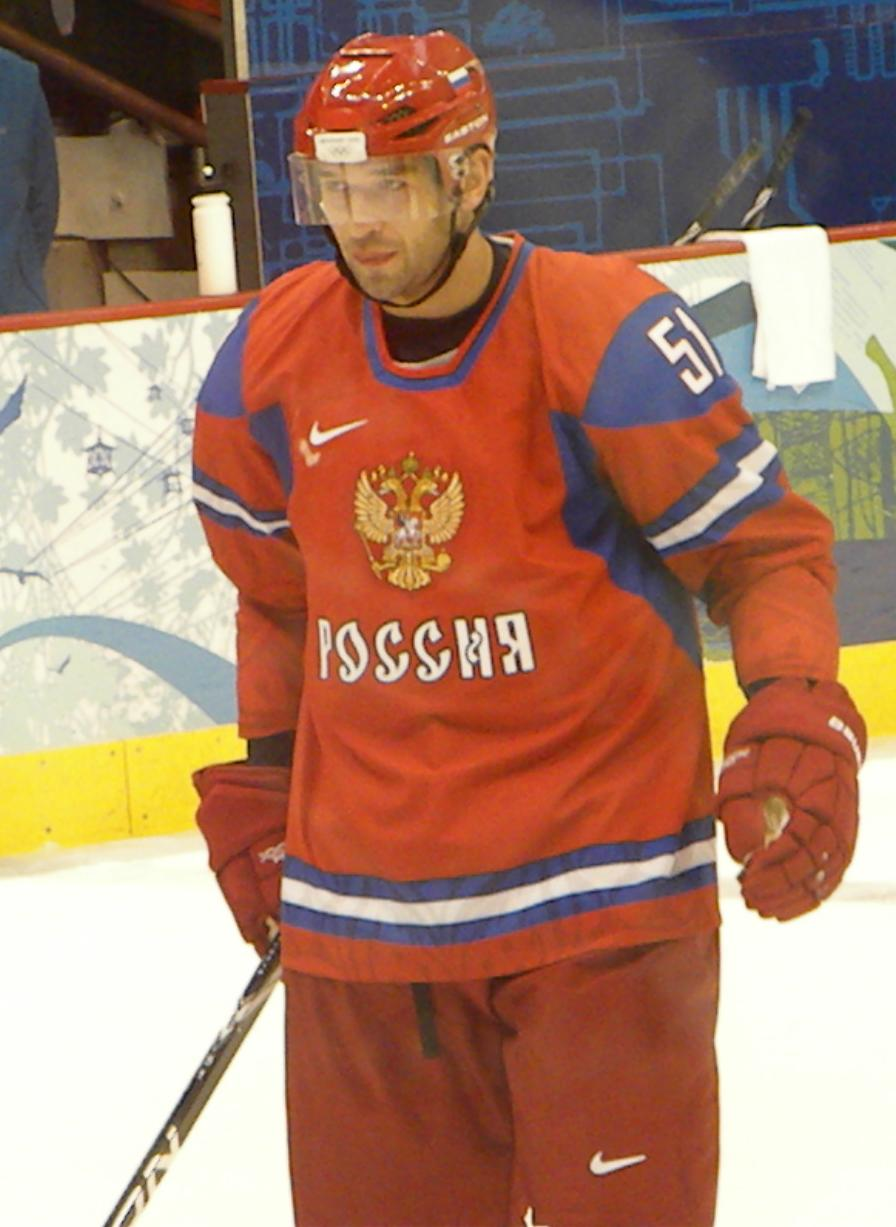
2010년 동계 올림픽 라트비아와의 경기 당시의 튜틴

2001년 4월에 러시아 U-18 아이스하키 국가대표팀의 일원으로 핀란드에서 열린 세계 U-18 선수권 대회에 참가하였고 러시아는 결승전에서 스위스를 꺾고 우승하였다. 튜틴은 이 대회에서 6경기에 출전하여 1골을 넣고 5개의 어시스트를 기록했다. 2002년 1월에는 체코에서 열린 세계 주니어 아이스하키 선수권 대회에 러시아 대표팀의 일원으로 참가하였고 러시아는 캐나다를 누르고 금메달을 획득하였다. 튜틴은 이 대회에서 7경기에 출전하고 1골을 넣었다. 이듬 해인 2003년에도 캐나다에서 열린 세계 주니어 선수권 대회에 러시아 대표팀의 일원으로 참가하였고 러시아는 전 대회와 마찬가지로 캐나다를 누르고 금메달을 획득하였다. 튜틴은 이 대회에서 6경기에 출전하고 3개의 어시스트를 기록했다.
2002년에 처음으로 러시아 성인 국가대표팀에 발탁되어 2002-03년 유로 하키 투어에 러시아 대표팀의 일원으로 참가하였다. 튜틴은 투어의 2번째 대회인 2002년 카렐리야컵의 경기인 핀란드전에서 첫 러시아 대표 경기에 출전했다. 그는 이 대회의 3경기에 출전하여 1골을 넣으며, 러시아의 동메달 획득에 기여했다. 이후 뉴욕 레인저스 소속 시절인 2005년에 다시 국가대표팀에 발탁되어 2004-05년 유로 하키 투어에 참가하여 6경기에 출전하여 1골을 넣고 1개의 어시스트를 기록했다.
2006년 2월 이탈리아 토리노에서 열린 2006년 동계 올림픽에 러시아 국가대표팀의 일원으로 참가하였다. 이 대회에서 8경기에 출전하여 대회 첫 경기인 슬로바키아와의 경기에서 세르게이 곤차르와 함께 알렉산드르 오베치킨의 골을 어시스트하였다. 러시아는 이 대회에서 체코 대표팀과의 동메달 결정전에서 패하여 4위를 기록하였다. 2008년 5월 튜틴은 캐나다의 퀘벡에서 열린 2008년 세계 아이스하키 선수권 대회에 러시아 대표팀의 일원으로 참가하여 첫 세계 선수권 대회 출전을 이뤘다. 그는 6경기에서 1개의 어시스트를 기록하였고 러시아는 개최국 캐나다를 누르고 15년 만에 세계 선수권 대회 금메달을 차지하였다.
이후 2010년에 캐나다 밴쿠버에서 열린 2010년 동계 올림픽에 러시아 대표팀으로 참가하여 4경기에 출전하여 2개의 어시스트를 기록했다. 각각 2개의 어시스트는 조별 예선 경기에서 이뤄졌고 하나는 라트비아전에서 예브게니 말킨과 함께 이룬 일리야 코발추크의 골 어시스트이며 또 다른 하나는 체코전에서 알렉산드르 쇼민과 함께 이룬 말킨의 골 어시스트이다. 러시아는 8강에서 개최국 캐나다에게 패하여 6위를 기록했다. 이후 슬로바키아에서 열린 2011년 세계 선수권 대회에서는 9경기에서 3개의 어시스트를 기록했고 러시아는 체코와의 동메달 결정전에서 패해 4위를 했다. 2013년에는 스웨덴과 핀란드에서 공동으로 열린 2013년 세계 선수권 대회에 참가하여 8경기에 출전하여 어시스트 1개를 기록했고 유로 하키 투어에서는 3경기 출전에 1개의 어시스트를 기록했다. 이후 2014년 2월 자국 러시아의 소치에서 열린 2014년 동계 올림픽에 러시아 국가대표팀의 일원으로 참가했고 5경기에 출전했으나 득점은 기록하지 못했다. 러시아는 8강에서 핀란드에게 패해 5위를 기록했다.
튜틴은 러시아 국가대표팀의 일원으로서 56경기에 출전하였고, 2골과 10개의 어시스트를 기록했다.

## 지도자 경력
2020년에 콜럼버스 블루재키츠의 유소년 팀인 오하이오 블루재키츠의 감독으로 취임했다.